# Curetis argentata
Curetis argentata är en fjärilsart som beskrevs av Lambertus Johannes Toxopeus 1935. Curetis argentata ingår i släktet Curetis och familjen juvelvingar. Inga underarter finns listade i Catalogue of Life.